# Bryan Bailey
Bryan Jovan Bailey (* 13. Mai 1980 in Hempstead, New York) ist ein US-amerikanischer Basketballtrainer und ehemaliger -spieler, der nach seinem Studium in seinem Heimatland professionell Basketball in Europa spielte. Er ist mit Etelka Sike Bailey verheiratet, hat zwei Söhne und besitzt auch die jamaikanische Staatsbürgerschaft. Bailey spielte als Profi hauptsächlich in der deutschen Basketball-Bundesliga (BBL), in der er auch seine professionelle Karriere 2002 begann, und zudem in den Niederlanden, Bosnien und Herzegowina, Polen und in Italien.
Seit 2016 ist Bailey als Basketballtrainer in den USA tätig.

## Karriere

### Spieler
Während seines Studiums an der privaten Bucknell University in Lewisburg (Pennsylvania) wurde Bailey als Basketballspieler in der Hochschulmannschaft Bison zweimal 2001 und 2002 in die Auswahl der besten Spieler der Patriot League der NCAA Division I berufen. In seinem Senior-Jahr 2002 wurde er als bester männlicher Sportler der Universität geehrt.
Nach seinem Studium spielte er dann professionell Basketball und unterschrieb einen Vertrag für die Saison 2002/03 in Würzburg bei den X-Rays in der Bundesliga. Die Saison verlief sportlich enttäuschend für die X-Rays und endete auf einem Abstiegsplatz, welchem die Würzburger nur durch die Aufstockung der Liga in der nächsten Saison entgingen. Bailey wechselte jedoch für eine Saison in die niederländische Eredivisie zum Verein in Zwolle. In der Saison 2004/05 kehrte er in die BBL zurück und spielte nicht weit von den Niederlanden entfernt für die Dragons in der Samtgemeinde Artland. Der Aufsteiger der Vorsaison hatte in seiner ersten Saison die Play-offs um die deutsche Meisterschaft nur knapp verpasst. Zusammen mit Bailey gelang in den folgenden beiden Spielzeiten jeweils der fünfte Platz und damit klar die Play-off-Qualifikation, wo man dann aber jeweils in der ersten Runde ausschied. Bailey verlängerte 2006 seinen Vertrag um eine weitere Spielzeit, in der man sich nur knapp als Achter der Hauptrunde für die Play-offs qualifizierte. Dort zog man sehr überraschend bis ins Finale um die Meisterschaft ein, nachdem man zunächst den Hauptrundenersten Alba Berlin bezwungen hatte und danach den Titelverteidiger RheinEnergie Köln, welchem man noch im Pokalfinale unterlegen war.
Als Double-Vize verließ Bailey 2007 das Artland und wechselte ins bosnische Sarajevo zum traditionsreichen KK Bosna, mit dem er 2008 bosnischer Meister wurde. Im ULEB Cup 2007/08 stand er am 4. Dezember 2007 auf Seiten von KK Bosna, als diese in einem legendären Spiel nach fünf Verlängerungen mit 127:141 bei Alba Berlin verloren. Durch einen Sieg im Rückspiel qualifizierte sich KK Bosna jedoch im Unterschied zu Alba für die Zwischenrunde, wo man jedoch gegen den spanischen Vertreter CB Gran Canaria ausschied. In der Saison 2008/09 spielte Bailey im polnischen Teil von Görlitz für PGE Turów Zgorzelec in der PLK. Für vier Wochen kehrte er dann im November 2009 als Ersatz für Jason Gardner in die deutsche BBL zurück und spielte in Oldenburg für die EWE Baskets sowohl in der Bundesliga als auch in der EuroLeague-Saison 2009/10. Im Sommer 2010 unterschrieb er schließlich einen Einjahresvertrag und kehrte zu seinem früheren Verein Artland Dragons zurück. Unter Trainer Stefan Koch gelang den Dragons die Rückkehr in die Play-offs um die Meisterschaft, wo man in der Halbfinalserie knapp in fünf Spielen dem Titelverteidiger Brose Baskets unterlag. Im Anschluss wurde Baileys Vertrag um eine weitere Spielzeit verlängert. In der Bundesliga-Spielzeit 2011/12 stand man in der Play-off-Halbfinalserie erneut dem Titelverteidiger Brose Baskets gegenüber, der sich diesmal glatt in drei Spielen durchsetzen konnte. Auch im Ligapokal BBL-Pokal scheiterte man jeweils an den Brose Baskets, wobei man im BBL-Pokal 2011 Dritter werden konnte.
Nachdem Bailey im Artland 2012 keinen neuen Vertrag mehr bekommen hatte, wechselte er im September 2012 zum Ligakonkurrenten aus Bayreuth, der nach Verletzungssorgen auf der Suche nach einem Ersatzspieler war. Erst nach einer erfolgreichen „Spendenaktion“ wurde sein befristeter Vertrag zusammen mit seinem Mannschaftskameraden Beckham Wyrick Ende November 2012 bis Saisonende verlängert. Die Bayreuther schafften erst zum Ende der Bundesliga-Spielzeit 2012/13 erfolgreich den Klassenerhalt. Anschließend wurde Bailey Anfang Mai 2013 vom Verein Virtus Rom für die Play-offs in der italienischen Lega Basket Serie A unter Vertrag genommen.
In der folgenden Saison 2013/14 spielte Bailey wieder für den Verein Medi Bayreuth (ehemals BBC Bayreuth). Nach Abschluss der Saison 2014/2015 gab Bailey sein Karriereende bekannt und kehrte mit seiner Familie in die USA zurück. In der Bundesliga bestritt er eine Gesamtanzahl von 272 Spielen.

### Trainer
In der NBA-G-League war Bailey bei den Westchester Knicks (2016/17) und den Salt Lake City Stars (2017 bis 2019) als Assistenztrainer tätig. Von 2019 bis 2023 gehörte er in demselben Amt zum Trainerstab der Utah Jazz (NBA), 2023 wechselte Bailey innerhalb der Liga zu den Atlanta Hawks.